# Орак (остров, Измир)
Орак (тур. Orak Adası — «серп») — остров в Турции, в Эгейском море, у входа в Измирский залив, у западного побережья Малой Азии, к северо-западу от города Фоча в иле Измир.
Расстояние до материка около 400 м. Длина острова около 2 км в направлении с севера на юг. В южной части острова находится серпообразный мыс, давший название острову (тур. orak — «серп»).
Скалы у острова Орак известны под названием «Скалы Сирен» (“Siren Kayalıkları”).